# Kurnakovite
La kurnakovite est une espèce minérale du groupe des borates et du sous-groupe des soroborates, de formule MgB3O3(OH)5·5H2O.

## Historique de la description et appellations

### Inventeur et étymologie
La kurnakovite a été décrite en 1940 par Godlevsky et M.N ; elle fut nommée ainsi en l'honneur du professeur Nikolaï Semenovich Kurnakov, minéralogiste et chimiste russe.

### Topotype
- Dépôt No. 33, Inder B dépôt et dôme de sel, Atyrau (Gur'yev), Atyrau Oblysy (Atyrau Oblast'), Kazakhstan[3],[4]
- Les échantillons de référence sont déposés au Karpinskii All-Union Research Institute of Geology de St-Pétersbourg ainsi qu'au Musée minéralogique A. E. Fersman de l'Académie des sciences de Russie, à Moscou.

## Caractéristiques physico-chimiques

### Critères de détermination

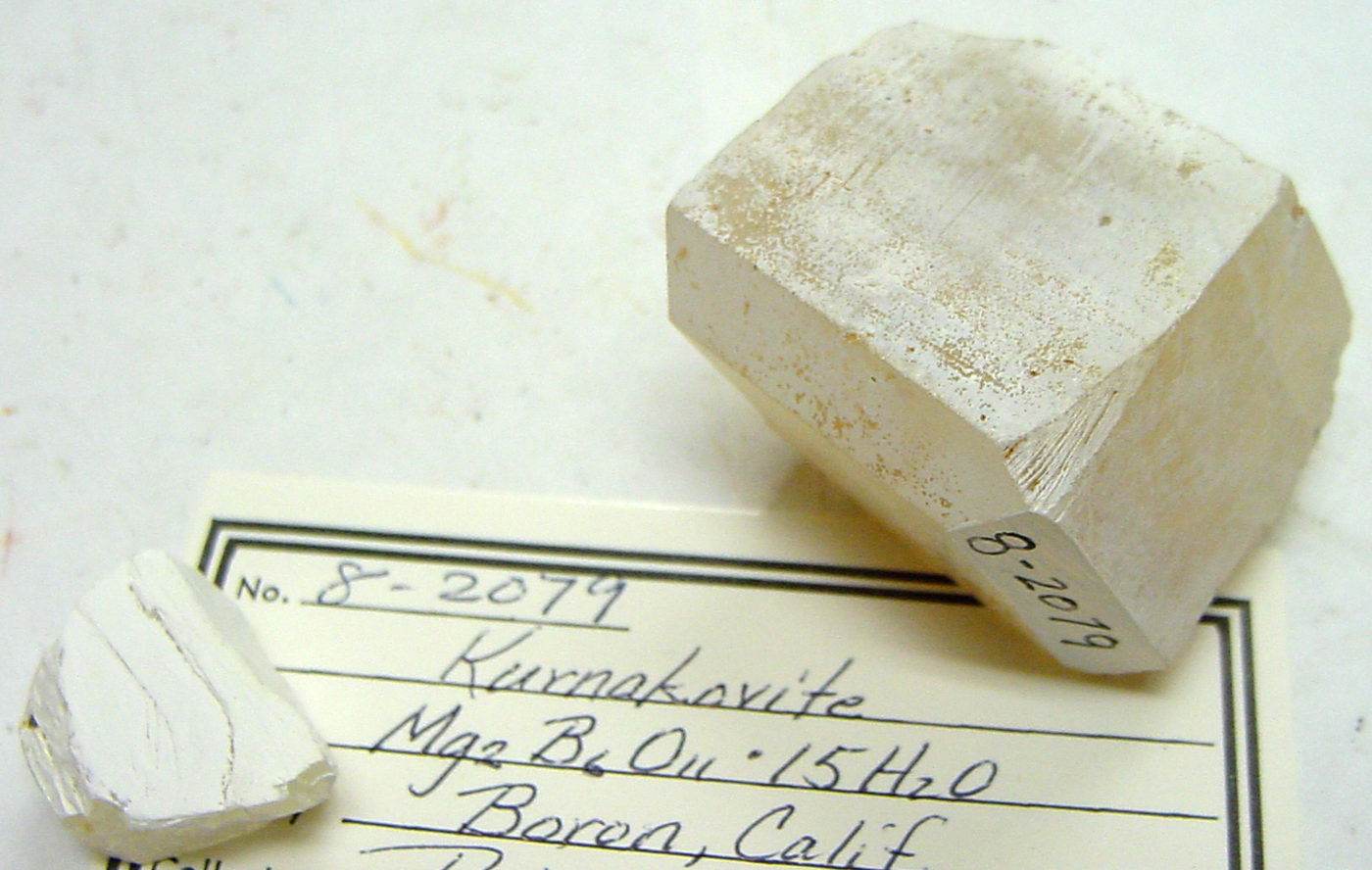
Kurnakovite, Boron, Calif. Collectée par Robert Herod, 1988, Boron, Californie. On peut observer la patine d'altération caractéristique des borates.

Incolore et transparente lorsqu'elle est fraîche, d'éclat vitreux et nacré, la kurnakovite, tout comme les autres borates hydratés, se couvre à l'air d'une patine d'altération farineuse, blanche et opaque. Son trait est blanc, sa fracture conchoïdale. Sa dureté est faible (3 sur l'échelle de Mohs) et comparable à celle de la calcite.
La kurnakovite se trouve généralement sous la forme de cristaux prismatiques pouvant atteindre 37 centimètres, réunis en agrégats denses. Les cristaux sont équidimensionnels et souvent réunis en groupes, mais ceux-ci peuvent aussi être substitués par de grandes masses clivables ou par des agrégats granulaires compacts.
Elle est soluble dans les acides et insoluble dans l'eau.

### Cristallochimie
La kurnakovite est un polymorphe de l'indérite.

### Cristallographie

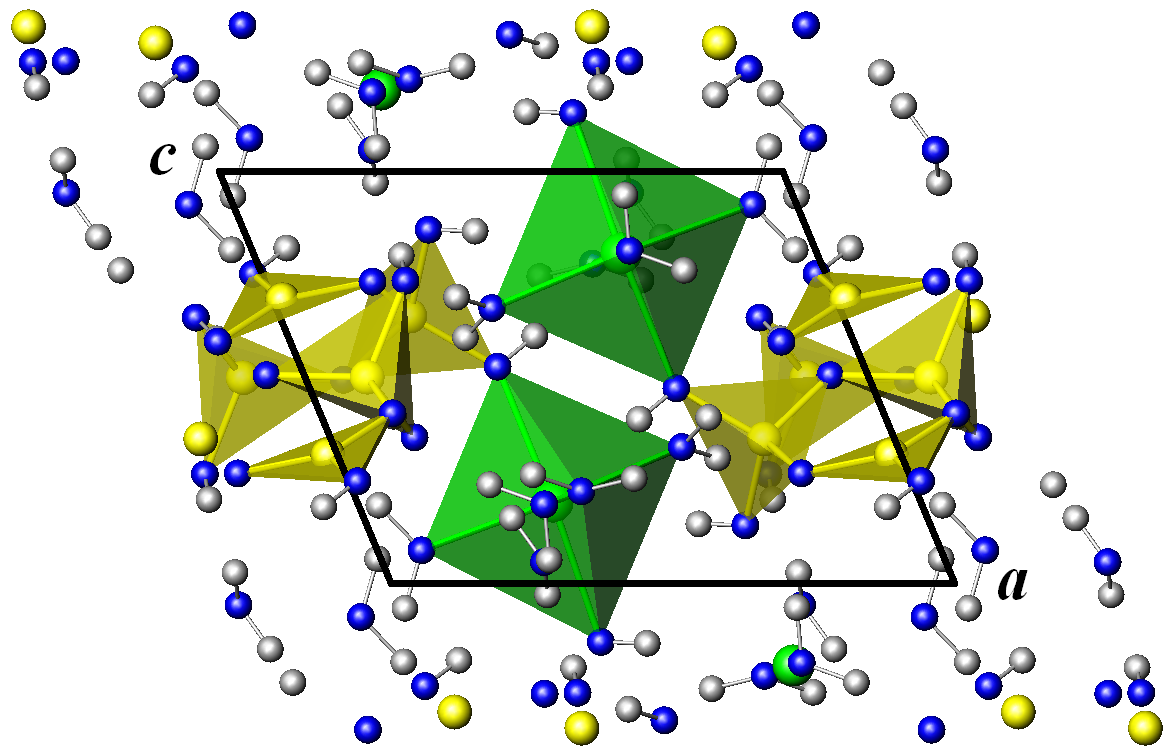
Structure de la kurnakovite, projetée sur le plan (a, c). Vert : magnésium, jaune : bore, bleu : oxygène, gris : hydrogène.

| La kurnakovite cristallise dans le système cristallin triclinique, de groupe d'espace P1 (Z = 2 unités formulaires par maille conventionnelle). - Paramètres de la maille conventionnelle : {\displaystyle a} = 8,347 9 Å, {\displaystyle b} = 10,606 8 Å, {\displaystyle c} = 6,444 7 Å, α = 98,846°, β = 108,981°, γ = 105,581° (volume de la maille V = 501,23 Å3) - Masse volumique calculée = 1,855 g/cm3 |

Les cations Mg2+ sont entourés par quatre molécules d'eau et deux groupes hydroxyles OH en coordination octaédrique avec une longueur de liaison Mg-O moyenne de 2,073 Å (groupes Mg(H2O)4(OH)2).
Les cations B3+ sont distribués sur trois sites non-équivalents. Deux sont en coordination tétraédrique de deux anions O2− et deux groupes hydroxyles avec une longueur de liaison B-O moyenne de 1,475 Å, le troisième est en coordination triangulaire de deux anions O2− et un groupe hydroxyle avec une longueur de liaison B-O moyenne de 1,367 Å. Les groupes BO2(OH)2 et BO2(OH) forment des groupes isolés B3O3(OH)5 en partageant leurs sommets.

## Gîtes et gisements

### Gîtologie et minéraux associés
La kurnakovite ne se trouve que dans les dépôts de borates qui se forment après évaporation d'eaux riches en bore, dans les bassins clos de certaines régions désertiques.
Elle est associée à la szaibélyite.

### Gisements producteurs de spécimens remarquables
- Argentine

Tincalayu Mine, Salar del Hombre Muerto, Salta,
- Chine

Zhacang Salt lake (Zhacang Caka), Xian de Gê'gyai, Préfecture de Ngari, Région autonome du Tibet
- États-Unis

U.S. Borax open pit (Boron pit), Baker mine, U.S. Borax Mine (Pacific West Coast Borax, Pacific Coast Borax Co., Boron Mine, U.S. Borax and Chemical Corp., Kramer Mine, Baker Mine), Kramer Borate deposit, Boron, Kramer District, Comté de Kern, Californie
Hard Scramble claim, Black Mts Ryan, Furnace Creek District (Furnace Creek Borate District), Vallée de la Mort, parc national de la vallée de la Mort, Comté d'Inyo, Californie,,
- Kazakhstan

Deposit No. 33, Inder B deposit and salt dome, Atyraou (Guryev), Oblys d'Atyraou,
- Turquie

Sarikaya B Deposit, Yozgat (province), Anatolie centrale
Kirka borate deposit, Eskişehir (province), Anatolie centrale